# Éthylcellulose
L'éthylcellulose est un dérivé de la cellulose dans lequel une partie des groupes hydroxyle des unités glucosiques ont été convertis en groupes éthoxyliques. Elle est fabriquée à partir de cellulose végétale (généralement issue de bois ou de coton), partiellement éthérifiée, après un traitement alcalin, par réaction avec du chloroéthane. Elle est pratiquement insoluble dans l'eau.
Elle est utilisée comme additif alimentaire sous le numéro E462, typiquement en tant qu'émulsifiant, agent d'enrobage ou épaississant. Ses spécifications précisent alors qu'entre 44 et 50 % des groupes hydroxyle ont été éthoxylés.